# Forno romano de Olhos de São Bartolomeu
O Forno romano de Olhos de São Bartolomeu é uma estrutura do período romano, situada perto da aldeia de São Bartolomeu, no concelho de Castro Marim, em Portugal

## Descrição
O forno fazia parte de uma olaria destinada ao fabrico de ânforas. Está situado na zona de Olhos, perto da aldeia de São Bartolomeu.
No local foram recolhidas várias peças de cerâmica, algumas delas com a assinatura L.F.T., relativa ao oleiro local que as fabricou, característica única na região e bastante rara em Portugal. Outras quatro peças apresentavam decoração. Os fragmentos de cerâmica encontrados foram fundos, asas, bojos e bordos de ânforas, e partes da estrutura do forno. As ânforas faziam parte do grupo de fabrico lusitano tardio Dressel 14, normalmente utilizado no transporte de produtos piscícolas, e que na zona no Algarve só foi encontrado no forno de Olhos de São Bartolomeu.
O forno é importante por ser o mais antigo no Algarve, e também devido à falta de estruturas deste tipo na zona da foz do Guadiana, uma vez que as restantes estão soterradas ou foram destruídas.

## História
O forno foi construído no século II, sendo considerado o forno romano mais antigo na região do Algarve. Foi descoberto e investigado em 1896 por José Leite de Vasconcelos, que registou a presença do forno e de um depósito para ânforas, e a existência de vários fragmentos de cerâmica na área em redor, tendo levado consigo doze ânforas que estavam quase inteiras.
Na década de 2010, o terreno onde se insere o forno foi comprado por um empreiteiro de Castro Marim, que pretendia instalar no local um depósito para materiais de construção. Assim, iniciou uma série de terraplanagens no local, obra que foi parada devido à denúncia de um cidadão britânico residente na zona, e que fazia parte da Associação de Arqueologia do Algarve. Verificou-se igualmente que as obras eram ilegais, porque o terreno em causa fazia parte da Reserva Natural do Sapal de Castro Marim e Vila Real de Santo António, sendo por isso necessário um pedido de apreciação autárquica ou um parecer do Instituto da Conservação da Natureza e das Florestas, passos que o proprietário não fez antes de iniciar as obras.
Na sequência deste incidente, em Maio de 2019 iniciou-se um programa de resguardo do forno romano, que envolveu a Direcção Regional de Cultura do Algarve, a Câmara Municipal de Castro Marim e os Serviços Especiais de Protecção da Natureza e do Ambiente da Guarda Nacional Republicana. Estes trabalhos serviram para reduzir os efeitos das obras e confirmar a localização da estrutura romana, tendo sido igualmente encontrado um grande número de fragmentos de cerâmica, que foram enviadas para a Universidade do Algarve para serem estudadas, de forma a saber a sua época de fabrico e que tipo de peças eram produzidas no forno, entre outras informações. Esta intervenção, feita por uma companhia privada, contou com a presença de arqueólogos da Direcção Regional de Cultura do Algarve, e teve a colaboração do proprietário dos terrenos e de vários residentes locais. Nas escavações foram encontrados vestígios da câmara de cozedura e o fundo da grelha, revelando-se que afinal não tinham sido danificados durante as terraplanagens ocorridas recentemente, como se tinha receado.